# آنجو تامانگ
آنجو تامانگ (انگلیسی: Anju Tamang؛ زادهٔ ۲۲ دسامبر ۱۹۹۵) بازیکن فوتبال اهل هند است.
وی همچنین در تیم ملی فوتبال زنان هند بازی کرده‌است.